# 原田和恵 (タレント)
原田 和恵 （はらだ かずえ、1979年11月19日 -  ）は、日本のタレント、ナレーターである。

## 人物
福岡県生まれ。趣味・特技は、フラ、ゴルフ、旅に出る事、おいしい食事を作るで、パン作りインストラクターの資格、日本フードコーディネーター協会認定資格だけでなく、実家がお寺ということで浄土真宗本願寺派の僧の資格まで持つ異色の経歴。
ラジオ番組のレポーター、テレビCMのナレーターなど数多く経験。

## 出演

### テレビ
- TVQ九州放送　ぐっ！ジョブ！九州ゲンキ主義経済　アシスタント
- KBCラジオ モーニングミュージック（毎週火曜日担当）

### ラジオ
- FM福岡　「イマメカ！！」
- FM福岡　「椎葉ユウモーニンググルービー」（レポーター）
- FM福岡　「ラブトロニックDX」
- FM福岡　「キャンパスステーション」
- KBCラジオ　武内裕之That's On Time - アシスタント（2013年4月3日 - 水～金を担当。）

## CM
- ユーキャン
- ソラリアステージ
- マリノアシティ
- ASOファームランド
- キャナルシティ博多
- チキータバナナ
- ほっともっと

## MC
- エイベックスキッズコンテスト09九州予選

## その他リンク
- 株式会社ランドマークス